# Richard Bland Lee

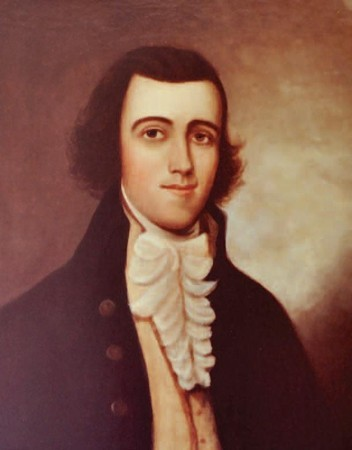
Richard Bland Lee

Richard Bland Lee (* 20. Januar 1761 im Prince William County, Kolonie Virginia; † 12. März 1827 in Washington, D.C.) war ein US-amerikanischer Politiker. Zwischen 1789 und 1795 vertrat er den Bundesstaat Virginia im US-Repräsentantenhaus.

## Werdegang
Richard Lee entstammte einer bekannten Politikerfamilie. Er war ein jüngerer Bruder von Gouverneur Henry Lee (1756–1818) und Charles Lee (1758–1815), der zwischen 1795 und 1801 Justizminister unter den Präsidenten George Washington und John Adams war. Außerdem war er ein Onkel von Robert E. Lee (1807–1870), dem Oberbefehlshaber des Konföderiertenheeres während des Bürgerkrieges. Lee besuchte private Schulen und studierte dann am College of William & Mary in Williamsburg. Er betätigte sich zeitweise als Pflanzer auf dem familieneigenen Anwesen. Gleichzeitig schlug er eine politische Laufbahn. Zwischen 1784 und 1888 saß er im Abgeordnetenhaus von Virginia. Politisch war er ein Anhänger der ersten Bundesregierung unter Präsident Washington (Pro-Administration-Fraktion).
Bei den Kongresswahlen des Jahres 1789 wurde Lee im dritten Wahlbezirk von Virginia in das damals noch in New York tagende US-Repräsentantenhaus gewählt, wo er am 4. März 1789 sein neues Mandat antrat. Nach zwei Wiederwahlen konnte er bis zum 3. März 1795 drei Legislaturperioden im Kongress absolvieren. Seit 1793 vertrat er dort den neu eingerichteten 17. Distrikt seines Staates. Im Jahr 1794 wurde er nicht bestätigt.
Im Jahr 1796 sowie zwischen 1799 und 1806 war er nochmals Abgeordneter im Staatsparlament von Virginia. Um das Jahr 1815 zog er nach Washington D.C. 1816 wurde er von Präsident James Madison zum Beauftragten zur Erfassung der Kriegsschäden des Britisch-Amerikanischen Krieges von 1812 ernannt. Drei Jahre später berief ihn der neue Präsident James Monroe zum Vormundschaftsrichter im Bundesbezirk District of Columbia. Dieses Amt bekleidete er bis zu seinem Tod. Außerdem bewirtschaftete er als Pflanzer seine Plantage.